# Gregor Putensen
Gregor Putensen (* 30. Juli 1935 in Hamburg) ist ein deutscher Ingenieur, Hochschullehrer, Nordeuropawissenschaftler und Politiker (Die Linke, zuvor PDS). Er war von 1994 bis 1998 Mitglied des Landtages von Mecklenburg-Vorpommern.

## Leben
Gregor Putensen besuchte von 1941 bis 1949 die Grundschulen in Hamburg, Passau, Nýrsko, Weimar, Wick (Kreis Saalfeld) und Waren (Müritz), anschließend bis 1953 die Oberschulen in Waren, Rostock und Greifswald. Von 1953 bis 1959 absolvierte er ein Studium der Landtechnik an der Universität Rostock sowie in Moskau am Institut für Mechanisierung. 
1959 wurde er Betriebsassistent in der MTS-Spezialwerkstatt Rostock. Er war Oberreferent für VEG-Technik bei Rat des Bezirkes Rostock sowie Fachschullehrer an der Ingenieurschule für Meliorationswesen in Greifswald-Eldena. Von 1968 bis 1984 war er zunächst Assistent, später Oberassistent am Nordeuropa-Institut der Ernst-Moritz-Arndt-Universität Greifswald. Bis 1988 war er dort Dozent und anschließend Professor für Internationale Beziehungen Nordeuropa. Von 1990 bis 1992 war er Direktor des Nordeuropa-Institutes.
Gregor Putensen ist verheiratet und hat zwei Kinder.

## Politik
Gregor Putensen trat 1958 in die SED ein. Von 1965 bis 1971 war er Stadtverordneter in Greifswald für den Kulturbund der DDR. Von 1983 bis 1986 war er Parteisekretär einer Wohnparteiorganisation der SED in Greifswald. 1990 wurde er Mitglied der PDS sowie 2007 deren Nachfolgepartei Die Linke.
Bei der Landtagswahl 1994 zog Gregor Putensen über die Landesliste für eine Wahlperiode in den Landtag von Mecklenburg-Vorpommern ein. Er war stellvertretender Vorsitzender des Rechtsausschusses sowie Europa- und friedenspolitischer Sprecher der PDS-Fraktion.